# Amalaberga
Amalaberga, död efter 535, var drottning av Thüringen, gift med Hermanafrid. 
Hon var dotter till den den östrogotiska kungen Theodimir, och gifte sig 510 med den thüringiska kungen Hermanafrid, som regerade tillsammans med sina bröder. Hon uppges ha gett sin make rådet att göra uppror mot sina bröder för att bli ensam kung. 
När Hermanafrid besegrades och dödades sedan han besegrats av de frankiska kungarna av Austrasiens och Soissons i slaget vid Unstrut 531, och kungariket Thüringen erövrades av frankerna, flydde hon med sina barn till sin bror kung Theodahad i Italien. 
När Italien erövrades av bysantinska riket 534-535 sändes hon och hennes barn av general Belisarius till kejsar Justinianus I, som behandlade dem väl.